# Fort Stewart
Fort Stewart es un lugar designado por el censo ubicado en el condado de Liberty en el estado estadounidense de Georgia. En el censo de 2000, su población era de 11.205.

## Geografía
Fort Stewart se encuentra ubicado en las coordenadas 31°52′48″N 81°36′27″O / 31.88000, -81.60750 (33.640142, -84.342255). Según la Oficina del Censo, la localidad tiene un área total de 17,1 km² (6,6 mi²).

## Demografía
Según la Oficina del Censo en 2000 los ingresos medios por hogar en la localidad eran de $30,441, y los ingresos medios por familia eran $29,507. Los hombres tenían unos ingresos medios de $18,514 frente a los $17,250 para las mujeres. La renta per cápita para la localidad era de $11,594.